# 俞书宏
俞书宏（1967年8月—），男，安徽庐江人，中国材料科学家，中国科学技术大学教授，教育部长江学者特聘教授，中国科学院院士。2019年当选为中国科学院院士。

## 生平
1988年毕业于合肥工业大学无机专业，获学士学位。1991年毕业于上海化学工业研究院，获硕士学位。1998年毕业于中国科学技术大学化学系无机化学专业，获博士学位。